# Paul Wiens

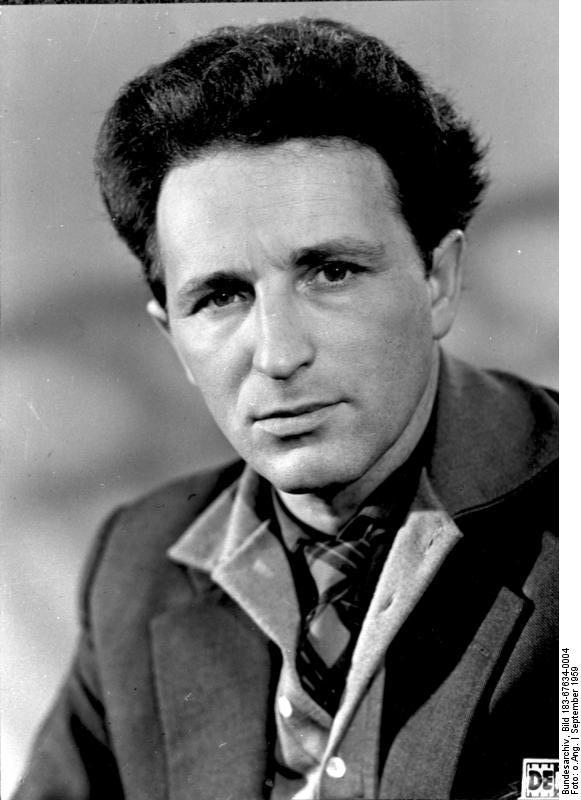
Paul Wiens (1959)

Paul Wiens (* 17. August 1922 in Königsberg; † 6. April 1982 in Ost-Berlin) war ein deutscher Lyriker, Übersetzer und Autor von Hörspielen und Drehbüchern in der DDR.

## Leben
Wiens wurde als Sohn jüdischer Eltern in Königsberg geboren. Er verbrachte aber seine Kindheit in Berlin, bis seine Mutter 1933 mit der „Machtergreifung“ durch die Nationalsozialisten in die Schweiz emigrierte. Nach bestandenem Abitur nahm er ein Studium der Philosophie in Genf und Lausanne auf. 1943 wurde Paul Wiens wegen Wehrkraftzersetzung in Wien verhaftet und in St. Pölten sowie im Arbeitserziehungslager Oberlanzendorf (damals Stadtteil von Groß-Wien) bis Kriegsende inhaftiert.
Nach dem Ende des Zweiten Weltkrieges kehrte er 1947 über Weimar nach Berlin zurück, wo er bis 1950 als Lektor und Übersetzungsredakteur im Aufbau-Verlag arbeitete. Nebenbei veröffentlichte er erste Gedichte und Jugendlieder (Begeistert von Berlin, 1952). Ab 1952 war er freischaffender Schriftsteller und verfasste überwiegend Lyrik und Texte zu Massenliedern. Wiens schrieb daneben auch Drehbücher, so zu Frank Vogels Film … und deine Liebe auch (1962), der den Bau der Mauer rechtfertigt, und zu Konrad Wolfs Sonnensucher (1958). Der Film behandelt die „Produktionsschlachten“ beim Uranabbau der Sowjetisch-Deutschen Aktiengesellschaft Wismut und wurde wegen seiner thematischen Verbindung zur Herstellung von Atomwaffen aufgrund eines Vetos der damaligen Sowjetunion erst 1972 uraufgeführt. Ferner übertrug er Werke von Pablo Neruda, Wladimir Majakowskij, Nazim Hikmet und anderen ins Deutsche. Wiens war Mitherausgeber der Lyrik-Reihe „Antwortet uns“ und 1982 bis zu seinem Tode Chefredakteur der einflussreichen Literaturzeitschrift Sinn und Form.
Paul Wiens war zeitweilig Vizepräsident des Kulturbunds der DDR und von 1961 bis 1969 Vorsitzender des Bezirksverbands Berlin des Schriftstellerverbandes der DDR. 1964 wurde er Mitglied des Deutschen P.E.N.-Zentrums Ost und war ab 1980 dessen Präsidiumsmitglied.

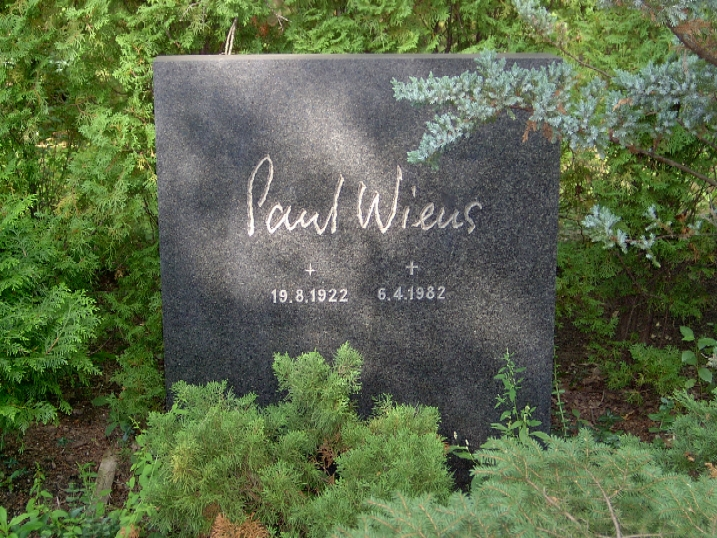
Grab von Paul Wiens

Paul Wiens wurde in der Künstlerabteilung des Berliner Zentralfriedhofs Friedrichsfelde beigesetzt. Das Grabmal schuf Wieland Förster.
Der Nachlass Wiens’ befindet sich im Literaturarchiv der Akademie der Künste in Berlin.
Wiens’ Tochter Maja Wiens aus seiner ersten Ehe mit Erika Lautenschlager (1921–1989) ist ebenfalls als Schriftstellerin tätig (Roman Traumgrenzen, Berlin: Neues Leben 1983; Drehbuch Versteckte Fallen, DEFA 1991).

## Mitarbeiter der Staatssicherheit
In den 1960er Jahren arbeitete Wiens als „gesellschaftlicher Mitarbeiter“ für das Ministerium für Staatssicherheit (MfS). Ende der 1960er unterbrach er diese Tätigkeit für wenige Jahre wegen „ideologischer Bauchschmerzen“, setzte sie dann von 1972 bis zu seinem Tod als inoffizieller Mitarbeiter (IM) fort. Ferner war er auch wiederholt für das sowjetische KGB tätig. Wiens „übergab an ihn gerichtete Privatbriefe, lieferte detaillierte denunziatorische Informationen über Schriftsteller aus Ost und West und berichtete über internationale Autorentreffen in der Sowjetunion, in Ungarn und Jugoslawien“. Berichte lieferte er unter anderem über seine DDR-Kollegen Jurek Becker, Wolf Biermann, Franz Fühmann, Stefan Heym, Sarah Kirsch, Heiner Müller, Ulrich Plenzdorf und Erwin Strittmatter, über die Westschriftsteller Heinrich Böll, Günter Grass, Hans Magnus Enzensberger und Peter Härtling, über Sowjetautoren wie Lew Kopelew und Andrei Sacharow sowie über seine dritte Ehefrau, die Schriftstellerin Irmtraud Morgner, die sich 1977 von ihm scheiden ließ. Für seine Spitzeltätigkeit erhielt er mehrere staatliche Auszeichnungen.

## Darstellung Wiens’ in der bildenden Kunst
- Harald Kretzschmar: Paul Wiens (Porträtkarikatur, Pinselzeichnung, 1964)[7]

## Werk
Gelegentlich war Wiens auch als Illustrator eigener Texte tätig.

## Filmografie
- 1953: Das kleine und das große Glück
- 1955: Einmal ist keinmal
- 1956: Genesung
- 1958: Meister Zacharias und seine acht goldenen Zeiger
- 1958: Das Lied der Matrosen
- 1960: Leute mit Flügeln
- 1961: Der Mann mit dem Objektiv
- 1962: … und deine Liebe auch
- 1972: Sonnensucher
- 1978: Matrosen in Berlin (Liedtexte)

## Hörspiele
- 1978: Isaak Babel: Maria (als Sprecher) – Regie: Joachim Staritz (Hörspiel – Rundfunk der DDR)

## Auszeichnungen
- 1952: Goethepreis der Stadt Berlin
- 1956: Literaturpreis des FDGB[10]
- 1959: Nationalpreis der DDR
- 1960: Kunstpreis der Gesellschaft für Deutsch-Sowjetische Freundschaft[10]
- 1962: Heinrich-Heine-Preis des Ministeriums für Kultur der DDR
- 1973: Verdienstmedaille der NVA in Bronze
- 1974: Verdienstmedaille der NVA in Silber
- 1976: Johannes-R.-Becher-Medaille
- 1973: Verdienstmedaille der NVA in Gold
- 1977: Vaterländischer Verdienstorden in Bronze
- 1979: Vaterländischer Verdienstorden in Gold
- 1980: Medaille der Waffenbrüderschaft in Bronze